# Теле (језеро)
Теле (фр. Lac Télé) је слатководно језеро које се налази на северо-истоку Републике Конго. Широко је око 4 km.
Језеро је формирано за време плиоцена од стране непознатог геолошког процеса. Окружено је мочварама и шумама. Вода у језеру је мутна. Има висок садржај органских материја и киселина. Мочваре око језера још увек нису детаљно истражене.
Језеро Теле је дом створења Мокеле-Мбембе које би наводно могло бити живи диносаурус.